# Effetto Seebeck
L'effetto Seebeck è un effetto termoelettrico per cui, in un circuito costituito da conduttori metallici o semiconduttori, una differenza di temperatura genera una differenza di potenziale.
È l'opposto dell'effetto Peltier.

## Descrizione
L'effetto venne scoperto nel 1787 da Alessandro Volta e venne riscoperto nel 1821 da Thomas Johann Seebeck, fisico estone che lo studiò avendo notato la presenza di una differenza di potenziale ai capi di una barra metallica sottoposta a un gradiente di temperatura {\displaystyle \nabla T}.
Egli osservò inoltre che l'ago di una bussola subiva una deflessione in prossimità di un anello costituito da due metalli differenti con le due zone di giunzione poste a differenti temperature.  Ciò è dovuto al fatto che i due metalli generano potenziali elettrici differenti nelle due regioni a differente temperatura dando origine a un flusso di corrente, il quale produce il campo magnetico che influenza la bussola.
Il valore della differenza di potenziale generata per effetto Seebeck è dell'ordine di alcuni μV per kelvin di differenza.
Nel circuito seguente (la configurazione circuitale può variare, ma la formulazione matematica rimane la stessa):
la tensione risultante è data da:
{\displaystyle V=\int _{T_{1}}^{T_{2}}\left(S_{B}(T)-S_{A}(T)\right)\,dT}
dove:
SA e SB sono i coefficienti di Seebeck (o potere termoelettrico) relativi ai due metalli {\displaystyle A} e {\displaystyle B}, {\displaystyle T_{1}} e {\displaystyle T_{2}} sono le temperature delle due giunzioni.
I coefficienti di Seebeck sono non lineari e dipendono dai materiali, dalla loro temperatura assoluta e dalla loro struttura molecolare. Qualora i coefficienti si possano ritenere costanti nell'intervallo di temperatura considerato, la formula precedente può essere così approssimata:
{\displaystyle V=(S_{B}-S_{A})\cdot (T_{2}-T_{1})}
Ne consegue che l'effetto Seebeck può essere sfruttato per misurare differenze di temperatura come differenze di potenziale generata in un circuito costituito da fili di materiale diverso: il dispositivo risultante prende il nome di termocoppia. Per ottenere la misurazione di una temperatura assoluta si pone una delle due giunzioni a una temperatura nota. Inoltre differenti termocoppie possono essere collegate in serie a formare una cosiddetta termopila.
L'effetto è sfruttato nei generatori termoelettrici per produrre corrente elettrica sfruttando una differenza di temperatura, per esempio nel generatore termoelettrico a radioisotopi. L'effetto Seebeck è dovuto a due effetti: trasporto di carica per diffusione e resistenza al moto fononico. L'effetto Seebeck continua a esistere sia nel caso di due elementi metallici di natura diversa sia con un solo tipo di metallo.

## Trasporto di carica per diffusione
I portatori di carica nei materiali (elettroni nei metalli, elettroni e lacune nei semiconduttori, ioni in conduttori ionici)
diffonderanno quando un terminale del conduttore è a una temperatura diversa dall'altro. I portatori a temperatura più elevata diffonderanno verso quelli a temperatura più bassa, fintanto che si ha una densità di portatori ad alta temperatura diversa, nella parte a temperatura più bassa e in quella a temperatura più alta del conduttore. I portatori di carica nella zona a bassa temperatura diffondono dalla zona più fredda a quella più calda per la stessa ragione.
Se l'equilibrio è raggiunto il processo farà sì che il calore sia uniformemente distribuito attraverso il conduttore (vedi trasferimento di calore). Il movimento di calore attraverso portatori di carica a temperatura più alta (ossia a più alta energia) da un capo all'altro del conduttore è nota come corrente di calore. Fintanto che i portatori di carica si muovono si avrà anche una corrente elettrica.
In un sistema dove i terminali hanno una differenza di temperatura costante (una corrente costante fluisce dall'uno all'altro), si ha diffusione costante di portatori. Se la velocità di diffusione di portatori ad alta e bassa temperatura fosse la stessa, non ci sarebbe differenza di carica netta. Tuttavia i portatori sono "sparpagliati" (in inglese scattered) da impurezze presenti nel reticolo, imperfezioni e vibrazioni reticolari (noti come fononi). Se lo scattering dipende dall'energia del portatore, i portatori ad alta e bassa temperatura diffonderanno a velocità diverse (hanno infatti diverse energie, avendo diversa temperatura).
Questo crea una densità di portatori più elevata a un capo del conduttore e la distanza tra cariche di segno opposto produrrà una differenza di potenziale, e un campo elettrico.
Questo campo elettrico, comunque, si oppone allo scattering (dipendente dall'energia del portatore, quindi diseguale) e l'equilibrio è raggiunto quando l'effetto del numero di portatori che diffondono in una direzione è cancellato dal numero di portatori (dello stesso segno) che si muovono in direzione opposta a causa del campo elettrico generatosi.
Questo vuol dire che la termopotenza di un materiale dipende da molti fattori, come il numero di impurezze, la presenza di imperfezioni e i mutamenti strutturali (che spesso variano con la temperatura e il campo elettrico).

## Trasporto fononico
I fononi non si trovano sempre in equilibrio termico locale; si muovono seguendo il gradiente termico. Perdono energia interagendo con gli elettroni (o altri portatori) e imperfezioni reticolari. Se l'interazione fonone-elettrone è predominante, i fononi tendono a spingere gli elettroni verso una parte del materiale, perdendo energia nel processo.
Questo contribuisce al campo elettrico già presente. Questo contributo è maggiormente importante nella regione di temperature dove lo scattering fonone-elettrone è predominante. Questo è valido per
{\displaystyle T\approx {1 \over 5}\theta _{D}}
dove {\displaystyle \theta _{D}} è la temperatura di Debye. Alle temperature più basse pochi fononi sono disponibili per il trasporto, ma ad alte temperature tendono a perdere energia in urti fonone-fonone piuttosto che in urti fonone-elettrone.
Questa regione della termocoppia in funzione della temperatura è altamente variabile sotto un campo magnetico.

## Applicazioni
Come si è già accennato l'effetto viene utilizzato dai generatori termoelettrici. Questi generatori hanno un'efficienza abbastanza bassa, convertono circa il 7% della potenza termica in potenza elettrica. Per confronto una turbomacchina per applicazioni terrestri con recupero del calore, allo stato attuale è in grado di convertire al massimo all'incirca il 50% dell'energia termica generata in energia elettrica.
Alcuni studi svolti nel 2007 presso l'Università della California riportano l'effetto Seebeck tramite l'utilizzo di molecole organiche invece delle classiche leghe metalliche. I ricercatori hanno intrappolato delle molecole organiche di benzeneditiolo, dibenzeneditiolo tribenzeneditiolo tra due elettrodi ricoperti d'oro e una volta riscaldato l'elettrodo hanno misurato lo scorrere di una debole corrente. Questo studio mira a ottenere in un futuro convertitori più economici e prestanti.